# Thomas Freimuth
Thomas Freimuth (ur. 8 września 1980) – niemiecki biegacz narciarski, zawodnik klubu WSV Skadi Bodenmais.

## Kariera
Po raz pierwszy na arenie międzynarodowej Thomas Freimuth pojawił 27 lutego 1999 roku w zawodach Pucharu Kontynentalnego w Pokljuce, zajmując piętnaste miejsce w biegu na 15 km techniką dowolną. W 2000 roku wystartował na mistrzostwach świata juniorów w Štrbskim Plesie, gdzie zajął 82. miejsce w biegu na 15 km stylem dowolnym. W Pucharze Świata zadebiutował 27 grudnia 2001 roku w Garmisch-Partenkirchen, zajmując 45. miejsce w sprincie stylem dowolnym. Nigdy nie zdobył pucharowych punktów i nie był uwzględniany w klasyfikacji generalnej. Nigdy też nie wystąpił na igrzyskach olimpijskich, ani mistrzostwach świata. Startuje także w zawodach FIS Marathon Cup, w których raz stanął na podium: 18 stycznia 2009 roku był trzeci w austriackim Dolomitenlauf. W zawodach tych wyprzedzili go jedynie Fin Teemu Kattilakoski	oraz reprezentant gospodarzy Christian Hoffmann. W klasyfikacji generalnej najlepiej wypadł w sezonie 2008/2009, który ukończył na dziesiątej pozycji.

## Osiągnięcia

### Mistrzostwa świata juniorów
| Miejsce | Dzień       | Rok  | Miejscowość   | Konkurs               | Wynik       | Strata      | Zwycięzca   |
| ------- | ----------- | ---- | ------------- | --------------------- | ----------- | ----------- | ----------- |
| 82.     | 25 stycznia | 2000 | Štrbské Pleso | 10 km stylem dowolnym | 25:37,8 min | +5:27,7 min | Ron Spanuth |

### Puchar Świata

#### Miejsca w klasyfikacji generalnej
- sezon 2001/2002: -
- sezon 2003/2004: -

#### Miejsca na podium
Freimuth nie stał na podium zawodów Pucharu Świata.

### FIS Marathon Cup

#### Miejsca w klasyfikacji generalnej
- sezon 2000/2001: 56.
- sezon 2005/2006: 20.
- sezon 2006/2007: 49.
- sezon 2007/2008: 38.
- sezon 2008/2009: 10.
- sezon 2009/2010: 16.
- sezon 2010/2011: 99.
- sezon 2011/2012: 49.
- sezon 2012/2013: 101.

#### Miejsca na podium
| Nr | Dzień       | Rok  | Zawody        | Dystans               | Czas biegu  | Strata | Pozycja | Zwycięzca          |
| -- | ----------- | ---- | ------------- | --------------------- | ----------- | ------ | ------- | ------------------ |
| 1. | 18 stycznia | 2009 | Dolomitenlauf | 42 km stylem dowolnym | 1:43:17,1 h | +4,0 s | 3.      | Teemu Kattilakoski |